# Hipoplazja
Hipoplazja (łac. hypoplasia, z stgr. υπó, hipo – pod, tu: mało + stgr. πλάσις, plasis – kształtować, formować, por. plastyczny), niedorozwój – typ niecałkowitej morfogenezy, polegający na zbyt słabym wykształceniu się narządu przebiegającym ze zmniejszeniem ilości komórek. Hipoplazji narządu często towarzyszy upośledzenie jego czynności. Hipoplazja narządów nierzadko wchodzi w skład obrazu klinicznego zespołów wad wrodzonych, może też stanowić wadę izolowaną. Termin wprowadzony przez Rudolfa Virchowa w 1870 roku.

## Przykłady hipoplazji
- mikrocefalia, czyli małogłowie (microcephalia)
- hipoplazja żuchwy, czyli mikrognacja (micrognathia)
- hipoplazja warg (microcheilia)
- hipoplazja tarczycy (hypoplasia glandulae thyroideae) w zespole Di George'a
- mikrocja (microtia) – hipoplazja małżowin usznych
- mikroglosja (microglossia) – hipoplazja języka
- mikromelia (micromelia) – niedorozwój kończyn
- hipodaktylia (hypodactylia) – niedorozwój palców
- hipoplazja jąder (hypoplasia testium) w zespole Klinefeltera
- hipoplazja szkliwa (hypoplasia enameli) w hipoplazji Turnera
- hipoplazja płuca (hypoplasia pulmonis)
- zespół hipoplazji lewego serca.